# Hato-Buti (Ort)
Hato-Buti (Hatobuti, Hatubuti, Hatu Buti) ist eine osttimoresische Siedlung im Suco Aituto (Verwaltungsamt Maubisse, Gemeinde Ainaro).

## Geographie und Einrichtungen
Das Dorf Hato-Buti liegt im Nordwesten der Aldeia Hato-Buti, auf einer Meereshöhe von 1352 m an einer kleinen Straße, die es mit dem Dorf Lebututo (Suco Lebututo) verbindet. Nördlich verläuft der Fluss Colihuno, ein Nebenfluss des Carauluns.
Beim Dorf befindet sich ein Friedhof.